# Ranguevaux
Ranguevaux (Duits: Rangwall ) is een gemeente in het Franse departement Moselle in de regio Grand Est en telt 799 inwoners (1999). De gemeente maakt deel uit van het arrondissement Thionville.

## Geschiedenis
Ranguevaux werd in 1971 opgenomen in de gemeente Hayange als commune associée. In 1987 werd Ranguevaux weer een zelfstandige gemeente.
De gemeente maakte tot 1 januari 2015 deel uit van het arrondissement Thionville-Ouest toen het arrondissement werd samengevoegd met het arrondissement Thionville-Est tot het arrondissement Thionville.

## Geografie
De oppervlakte van Ranguevaux bedraagt 10,2 km², de bevolkingsdichtheid is 78,3 inwoners per km².
De onderstaande kaart toont de ligging van Ranguevaux met de belangrijkste infrastructuur en aangrenzende gemeenten.

## Demografie
Onderstaande figuur toont het verloop van het inwonertal (bron: INSEE-tellingen).